# Pallatanga
Pallatanga – miasto w Ekwadorze, w prowincji Chimborazo, siedziba kontonu Pallatanga.